# ブルーノ・キューシェ
ブルーノ・キューシュ（Bruno Cuche、1948年4月13日 - ）は、フランスの陸軍軍人。陸軍参謀総長。陸軍大将（軍将軍）。

## 略歴
- 1968年9月：サンシール陸軍士官学校卒業

機甲騎兵科将校として第8竜騎兵連隊に配属される
- 1970年：騎兵学校にて教育を受ける
- 1971年：中尉に昇進
- 1975年7月：ソミュールに所在する上級騎兵学校に入校
- 1976年1月：大尉に昇進
- 1977年8月：オルレアンに駐屯する第2驃騎兵連隊に配属される
- 1979年：第501戦車連隊に配属される
- 1981年：イギリスボービントンにある王立機甲学校に留学
- 1982年7月：少佐に昇進
- 1984年8月：カナダトロントにある指揮幕僚学校に留学（1985年6月まで）
- 1986年7月：中佐に昇進
- 1989年：機甲騎兵科の訓練官を務める
- 1990年12月：大佐に昇進
- 1992年：ランブイエに駐屯する第501戦車連隊連隊長に就任する
- 1996年：国防大臣秘書官となる
- 1998年：少将に昇進。第2機甲師団長に就任する
- 1999年：コソボ紛争に派遣される
- 2000年：サンシール・コエキダン士官学校長となる
- 2001年：中将に昇進
- 2006年7月16日：陸軍参謀総長に昇進
- 2008年7月2日:同年6月29日にカルカソンヌで発生した公開展示訓練中の誤射事件をうけて辞任した。後任には、エルリック・イラストザ参謀次長が暫定的に業務を引き継ぐ。